# レッド・ダート・ガール
| 専門評論家によるレビュー         | 専門評論家によるレビュー |
| レビュー・スコア                 | レビュー・スコア         |
| 出典                             | 評価                     |
| -------------------------------- | ------------------------ |
| オールミュージック               | [ 1 ]                    |
| オースチン・クロニクル           | [ 2 ]                    |
| エンターテイメント・ウィークリー | A                        |
| ローリング・ストーン             | [ 4 ]                    |
| The Rolling Stone Album Guide    | [ 5 ]                    |
| スピン                           | 4/10                     |
| ヴィレッジ・ヴォイス             | C                        |

『レッド・ダート・ガール』(Red Dirt Girl) は、2000年にリリースされたエミルー・ハリスのアルバムでビルボードのカントリーアルバムチャートで3位に達し、2001年のグラミー賞のベスト・コンテンポラリー・フォーク・アルバムを受賞した。ハリスは他のソングライターの作品をカバーすることで知られていたが、12曲のうち11曲がハリスによって作曲または共同作曲されたため、このアルバムはハリスにとって大きな出発点となった。 このアルバム以前にはハリス作の曲が2曲以上収録されたアルバムは1969年の Gliding Bird と1985年の『サリー・ローズのバラード』の2枚だけだった。ハリスの次作 『スタンブル・イントゥ・グレース』でもハリスが曲を書いている。 アルバムにはハリスが父親を哀悼する歌を書くのをガイ・クラークが手伝った "Bang The Drum Slowly" が含まれている。 

## レガシー
このアルバムは『死ぬ前に聴くべき1001枚のアルバム』に収録されている。

## トラックリスト
| 全作詞・作曲: 特記あるものを除きエミルー・ハリス。 |                                     |                                            |                                            |      |
| #                                                  | タイトル                            | 作詞                                       | 作曲・編曲                                 | 時間 |
| 1.                                                 | 「The Pearl」                       | 特記あるものを除き エミルー・ハリス        | 特記あるものを除き エミルー・ハリス        | 5:02 |
| 2.                                                 | 「Michelangelo」                    | 特記あるものを除き エミルー・ハリス        | 特記あるものを除き エミルー・ハリス        | 5:14 |
| 3.                                                 | 「I Don't Wanna Talk About It Now」 | 特記あるものを除き エミルー・ハリス        | 特記あるものを除き エミルー・ハリス        | 4:47 |
| 4.                                                 | 「Tragedy」                         | Emmylou Harris, Rodney Crowell             | Emmylou Harris, Rodney Crowell             | 4:24 |
| 5.                                                 | 「Red Dirt Girl」                   | 特記あるものを除き エミルー・ハリス        | 特記あるものを除き エミルー・ハリス        | 4:19 |
| 6.                                                 | 「My Baby Needs A Shepherd」        | 特記あるものを除き エミルー・ハリス        | 特記あるものを除き エミルー・ハリス        | 4:39 |
| 7.                                                 | 「Bang The Drum Slowly」            | Emmylou Harris Guy Clark                   | Emmylou Harris Guy Clark                   | 4:51 |
| 8.                                                 | 「J'Ai Fait Tout」                  | Emmylou Harris Jill Cunniff Darryl Johnson | Emmylou Harris Jill Cunniff Darryl Johnson | 5:31 |
| 9.                                                 | 「One Big Love」                    | Patty Griffin Angelo Petraglia             | Patty Griffin Angelo Petraglia             | 4:33 |
| 10.                                                | 「Hour Of Gold」                    | 特記あるものを除き エミルー・ハリス        | 特記あるものを除き エミルー・ハリス        | 5:00 |
| 11.                                                | 「My Antonia」                      | 特記あるものを除き エミルー・ハリス        | 特記あるものを除き エミルー・ハリス        | 3:43 |
| 12.                                                | 「Boy From Tupelo」                 | 特記あるものを除き エミルー・ハリス        | 特記あるものを除き エミルー・ハリス        | 3:48 |

- トラック情報とパーソネルクレジットはアルバムのライナーノートから取得した。

## パーソネル
1. "The Pearl"
- エミルー・ハリス：アコースティックギター
- マルコムバーン：ベース
- イーサン・ジョンズ：エレクトリックギター
- ダリル・ジョンソン：ドラム、ベース、パーカッション、ハーモニーボーカル
- バディ・ミラー：エレクトリックギター

2. "Michelangelo" 
- エミルー・ハリス：アコースティックギター
- マルコム・バーン：ベース、ドラムボックスプログラミング
- イーサン・ジョンズ：エレクトリックギター

3. "I Don't Wanna Talk About It Now" 
- エミルー・ハリス：アコースティックギター
- マルコムバーン：ピアノ、エレキギター、タンバリン
- Jill Cunniff ：エレクトリックギター、ベース、ハーモニーボーカル
- イーサン・ジョンズ：ドラム
- ダリル・ジョンソン：ベース、ハーモニーボーカル
- ジュリー・ミラー ：ハーモニー・ボーカル

4. "Tragedy" 
- エミルー・ハリス：バリトンエレクトリックギター
- マルコム・バーン：ピアノ、12弦ギター、ベース、フェンダーロードス、ドラムボックスプログラミング
- イーサン・ジョンズ：エレクトリックギター
- ダリル・ジョンソン：コードベース
- バディ・ミラー：ペダルスチール
- Patti Scialfa：デュエットボーカル
- ブルース・スプリングスティーン ：ハーモニー・ボーカル

5. "Red Dirt Girl" 
- エミルー・ハリス：アコースティックギター
- マルコム・バーン：ベース、エレキギター、ドラムボックスプログラミング
- イーサン・ジョンズ：オムニコード
- ダリル・ジョンソン：パーカッション、ベースペダル
- バディ・ミラー：エレクトリックギター

6. "My Baby Needs A Shepherd" 
- エミルー・ハリス：アコースティックギター
- マルコム・バーン：エレクトリックギター、パーカッション、ダルシマー、ドラムボックスプログラミング
- イーサン・ジョンズ：バリトンエレクトリックギター、パーカッション
- ルネ・コマン：ベース
- パティ・グリフィン ：ハーモニー・ボーカル
- ダリル・ジョンソン：バリトンアコースティックギター、パーカッション

7. "Bang The Drum Slowly" 
- エミルー・ハリス：バリトンエレクトリックギター、アコースティックギター
- マルコム・バーン：ピアノ、シンセベース、エレキギター
- イーサン・ジョンズ：EBow
- ダリル・ジョンソン：ベース。ハーモニーボーカル、パーカッション

8. "J'Ai Fait Tout" 
- マルコム・バーン：アコースティックギター、エレキギター
- Jill Cunniff：ベース、ハーモニーボーカル、エレクトリックギター
- イーサン・ジョンズ：ドラム
- ダリル・ジョンソン：ベース、ハーモニー・ボーカル
- ケイト・マクガーリグル ：アコーディオン
- ジム・ワッツ ：フェンダー・ローズ

9. "One Big Love" 
- マルコム・バーン：ベース、12弦ギター、ドラムボックスプログラミング、ハーモニーボーカル
- ジョン・デデリック：フェンダー・ローズ
- イーサン・ジョンズ：エレクトリックギター、ドラム
- バディ・ミラー：エレクトリックギター、マンドギター
- ジュリー・ミラー：ハーモニー・ボーカル
- ジル・カニフ：ハーモニー・ボーカル
- カルロ・ヌッチオ：ドラム

10. "Hour Of Gold" 
- エミルー・ハリス：アコースティックギター
- マルコム・バーン：フェンダーロードス、シンセ
- パティ・グリフィン：ハーモニー・ボーカル
- イーサン・ジョンズ：マンド・チェロ
- ダリル・ジョンソン：ベース

11. "My Antonia" 
- エミルー・ハリス：バリトンエレクトリックギター
- マルコム・バーン：ハーモニカ、アコースティックギター、オムニコールド、シンセベース
- イーサン・ジョンズ：アコースティックギター、マンドチェロ
- ダリル・ジョンソン：ベース、パーカッション
- デイヴ・マシューズ：デュエットボーカル
- バディ・ミラー：ペダルスチール、エレキギター

12. "Boy From Tupelo" 
- エミルー・ハリス：アコースティックギター
- マルコム・バーン：ベース、パーカッション、ピアノ、エレキギター、ドラム
- イーサン・ジョンズ：EBow、アコースティックギター
- ケイト・マクギャリグル：ピアノ、ハーモニーボーカル
- ジュリー・ミラー：ハーモニー・ボーカル

## チャートでのパフォーマンス
| チャート（2000）                                   | 最高位 |
| -------------------------------------------------- | ------ |
| アメリカ合衆国 ビルボード トップカントリーアルバム | 5      |
| アメリカ合衆国 ビルボード Billboard 200            | 54     |
| カナダ RPM カントリーアルバム                      | 3      |
| カナダ RPM トップアルバム                          | 29     |